# الخلايا النجمية
الخلايا النجمية أو هرم نجمي هي أي خلية عصبية في الجهاز العصبي المركزي لها شكل يشبه النجمة تتشكل من تغصنات تشع من جسم الخلية. العديد من الخلايا النجميَّة هي سُوق [الإنجليزية] تقع في الطبقة الجزيئية للمخيخ. تُشتق الخلايا النجمية من السلالات المنقسمة في المادة البيضاء للمخيخ بعد الولادة. يمكن أن تختلف التَغَصُّنات بين الخلايا العصبية. يوجد نوعان من التغصنات في القشرة الدماغية، والتي تشمل الخلايا الهرمية، وهي خلايا هرمية الشكل وخلايا نجمية على شكل نجمة. يمكن أن تُساعد التغصنات أيضًا في تصنيف الخلايا العصبية. الخلايا النجمية الأكثر شيوعًا هي الخلايا العصبية الداخلية المثبطة الموجودة في النصف العلوي من الطبقة الجزيئية في المخيخ. تتشابك الخلايا النجمية المخيخية على الشجيرات التغصنية لخلايا بوركينجيو ترسل إشارات مثبطة. توجد الخلايا العصبية النجمية أحيانًا في أماكن أخرى من الجهاز العصبي المركزي. عُثِر على الخلايا النجمية الشوكية القشرية في الطبقة IVC من منطقة V1 في القشرة البصرية. في القشرة البرميلية الحسية الجسدية للفئران والجرذان، تُنظّم الخلايا النجمية الغلوتاماتيكية (المهيجة) الشوكية في براميل من الطبقة 4. وتتلقى أليافًا متشابكة مهيجة من المهاد وتغذي تهيِّج الأمامية إلى طبقة 2/3 من القشرة البصرية V1 إلى الخلايا الهرمية. الخلايا النجمية الشوكية القشرية لها نمط تصريف «منتظم». الخلايا النجمية هي خلايا لا تتلوث بسهولة، ولذلك تظهر شاحبة نسبيًا تحت المجهر.

## روابط خارجية
- NIF البحث- الخلايا النجمية عبر إطار معلومات علم الأعصاب.